# Puertollano (kommunhuvudort)
Puertollano är en kommunhuvudort i Spanien.   Den ligger i provinsen Provincia de Ciudad Real och regionen Kastilien-La Mancha, i den centrala delen av landet, 200 km söder om huvudstaden Madrid. Puertollano ligger 701 meter över havet och antalet invånare är 51 842.
Terrängen runt Puertollano är kuperad söderut, men norrut är den platt. Terrängen runt Puertollano sluttar norrut. Runt Puertollano är det ganska tätbefolkat, med 199 invånare per kvadratkilometer. Puertollano är det största samhället i trakten. Trakten runt Puertollano består till största delen av jordbruksmark.